# Michaił Żukow (polityk)
Michaił Siemionowicz Żukow (ros. Михаи́л Семёнович Жу́ков, ur. 1892 we wsi Dugna w guberni kałuskiej, zm. 31 lipca 1944 tamże) – radziecki działacz partyjny.

## Życiorys
W marcu 1917 wstąpił do SDPRR(b), służył w rosyjskiej flocie, a po objęciu władzy w Rosji przez bolszewików został wojenkomem gminy w guberni kałuskiej, 1920-1922 był przewodniczącym Komitetu Wykonawczego Kałuskiej Rady Powiatowej. W 1922 został sekretarzem odpowiedzialnym Komitetu Powiatowego RKP(b) w Kałudze, potem do stycznia 1924 kierował Wydziałem Organizacyjnym Kałuskiego Gubernialnego Komitetu RKP(b), od stycznia 1924 do stycznia 1926 był sekretarzem odpowiedzialnym Kałuskiego Gubernialnego Komitetu RKP(b)/WKP(b), potem do 1937 pracował w instytucjach gospodarczych ZSRR. W 1937 został aresztowany podczas wielkiego terroru, 1939 zwolniony.